# Xun
Xun  (en chino, 浚; pinyin, Xùn) es un condado  bajo la administración directa de la Prefectura Hebi en la Provincia de Henan, República Popular China.  Su área es de  km² y su población total para 2010 superó los  mil habitantes. 

## Administración
Desde junio de 2020, el  Condado Xun  se divide en 11 pueblos que se administran en 4 subdistritos y 7  poblados.

## Toponimia
El topónimo Xun se debe a que el río Xun (浚水) baña su territorio.
En el año 568 AD durante la dinastía Zhou, esta región se organizó como la Provincia Li (黎州 Lizhou), y en el año 1115 durante la dinastía Song cambió su nombre a Xun (濬州 Xunzhou). En el año 1370, a principios de la dinastía Ming fue degradada a condado, simplificando su escritura a la actual (浚县 Xunxian).
Según la enciclopedia del siglo X, escrita por Yue Shi (乐史), Geografía universal de la Era Taiping (太平寰宇记) dice; la confluencia de los ríos Wei (卫河) y Qi (淇水) se denomina tanto ‘río Li’ (黎水) como ‘río Xun’ (浚水)".